# Omnia (группа)
Omnia — музыкальная группа, играющая неокельтскую фолк-музыку и фолк-рок, основана в Нидерландах. Её лидеры, авторы музыки и вокалисты — супруги Стив и Дженнифер Эвансы-ван дер Хартены. В группе есть представители Ирландии, Нидерландов, Великобритании и Бельгии. 
Мелодии песен Omnia основаны на традиционной музыке разных народов Европы, в первую очередь кельтских. Песни исполняются преимущественно на английском, но есть и песни на валлийском, ирландском, бретонском, финском, немецком, латыни, хинди. Тексты Omnia посвящены природе, язычеству, сексу, экологии и критике влияния человечества на окружающую среду (зачастую в иронично-сатирическом духе). Лидеры группы провозгласили на своём сайте, что поклоняются природе, и что это и есть центральная идея творчества Omnia.
Группа использует множество инструментов, в частности, кельтскую арфу, варган, колёсную лиру, боуран, гитары, бузуки, флейты, диджериду, а также различные волынки, ударные инструменты и перкуссию.

## История
Все началось с того, что Стив, достигший возраста 15 лет сбегает из дома (возможные причины — постоянно путешествующая семья и отсутствие постоянного жилья). Скитаясь и пытаясь найти себя Стив учится играть на флейте и начинает свой творческий путь.
Позже, в 1995 году он начал писать и исполнять малоизвестную языческую, и в том числе древнюю музыку, пытаясь реконструировать кельтскую музыку железного века, стремясь открыть для себя шаманские музыкальные корни Северной Европы. В процессе всего этого он создал группу.
По словам Стива и официальному сайту группы можно узнать что группа была основана в 1996 году как языческий кельтский проект "реконструкции живой истории" железного века, который с годами постепенно превратился в группу, а затем "просто продолжал существовать".
Сегодня им по-прежнему управляет первоначальный основатель Стив Сик (Больной Стив) вместе со своей женой Дженни, которая присоединилась к нему и OMNIA обрела известность лишь в 2002 году. Теперь эти два "Музыкальных земных воителя" путешествуют по миру вместе со своей группой, распространяя свою музыку и философию, чтобы праздновать и поклоняться жизни распространяя свое творчество и любовь к природе.
Насколько сейчас известно, OMNIA на сегодняшний день является единственным в своем роде групповым проектом в мире.

## Состав, имена и прозвища

### Текущий
- Стив Эванс-ван дер Хартен (Сик Стив, Больной Стив) — флейты, бузуки, перкуссия, арфа, вокал
- Дженнифер Эванс-ван дер Хартен (Дженни) — арфа, варган, бойран, клавишные, вокал
- Дафид Сенс (Ворон) — диджериду, губная гармошка
- Сатриа Карсоно (Подсолнух) — гитара, струные
- Роб ван Барсхот (Гром) — ударные, маримба, уду, малая перкуссия

### Бывшие участники
- Mich (Michel Rozek) — ударные
- Yoast (Joost van Es) — скрипка, гитара, мандолина
- Joe (Joseph Hennon) — гитара (DADGAD)
- Luka (Louis Aubri-Krieger) — диджериду, вокал
- Tom (Tom Spaan) — ударные
- Филип Стенберген — гитара

## Дискография

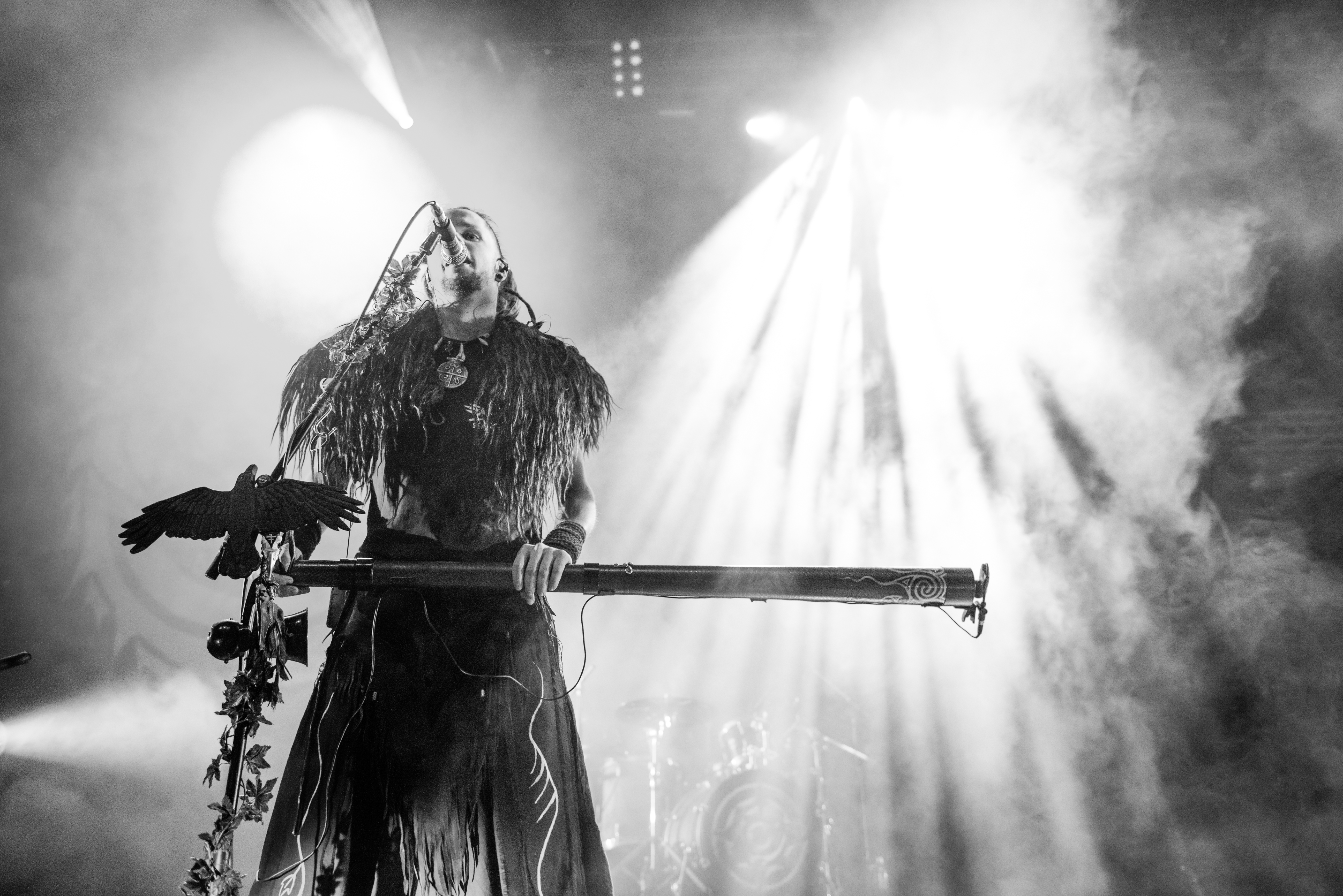
Daphyd "Crow" Sens

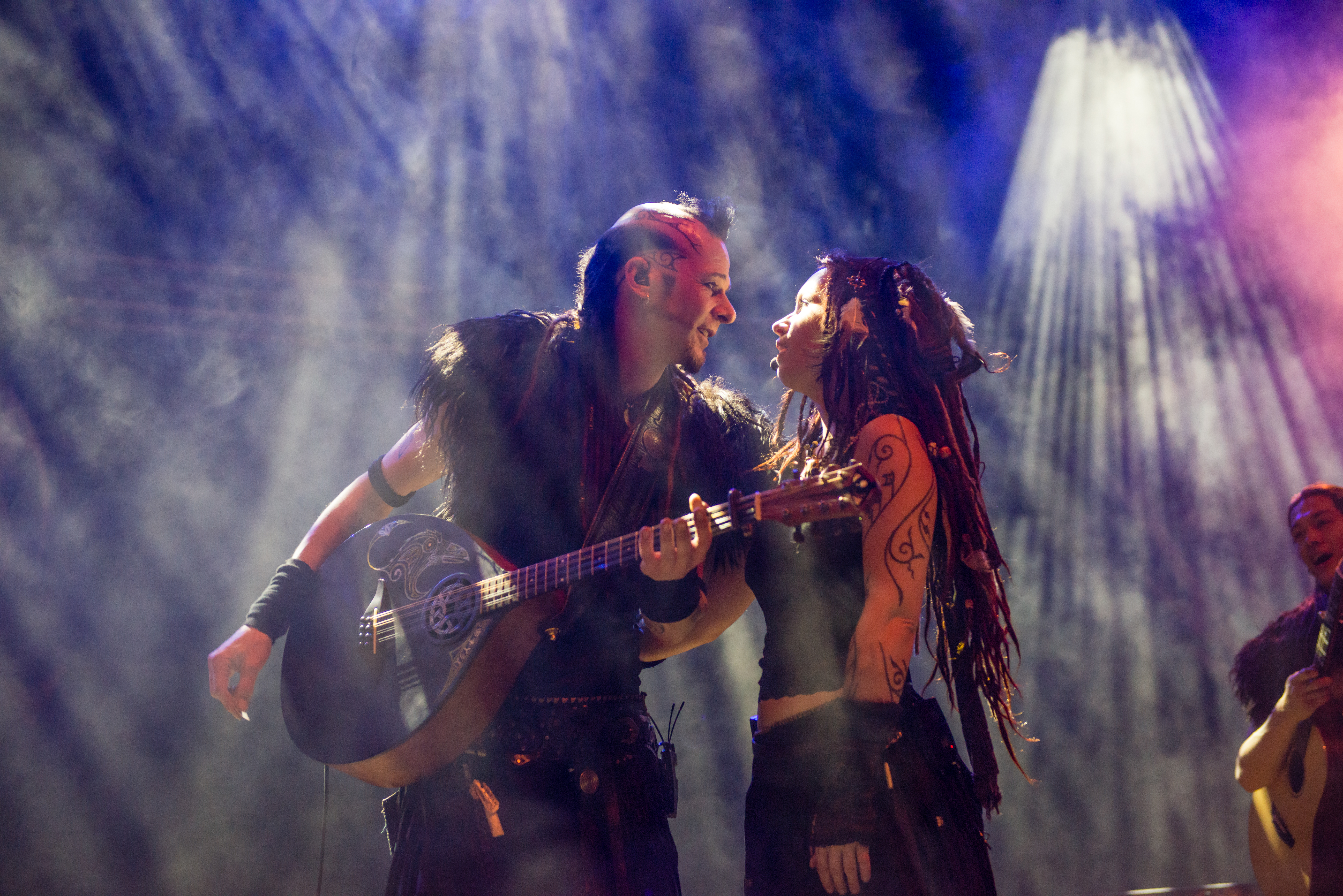
Steve и Jenny

### Студийные альбомы
- Sine Missione (2000)
- Sine Missione 2 (2002)
- 3 (2003)
- Crone of War (2004)
- PaganFolk (2006)
- Alive! (2007)
- Wolf Love (2010)
- Musick & Poëtree (2011)
- Earth Warrior (2014)
- Naked Harp (2015) (де-факто сольный инструментальный альбом Дженнифер, выпущенный под маркой Omnia)
- Prayer (2016)
- Reflexions (2018)

### Концертные альбомы
- Live Religion (2005)
- Live on Earth (2012)

### Сборники и DVD
- Cybershaman (2007)
- History (2007)
- Pagan Folk Lore (2008) — DVD
- World of Omnia (2009)